# Xã Henry, Quận Plymouth, Iowa
Xã Henry (tiếng Anh: Henry Township) là một xã thuộc quận Plymouth, tiểu bang Iowa, Hoa Kỳ. Năm 2010, dân số của xã này là 173 người.